# Jadwiga Szmidt
Jadwiga Szmidt-Czernyszew (ros. Ядвига Ричардовна Шмидт-Чернышева; ur. 8 września 1889 w Łodzi, zm. w kwietniu 1940 w Leningradzie) – polsko-rosyjska fizyczka. Prowadziła  badania w dziedzinie optotechniki, radiologii, radioaktywności i elektrotechniki. 

## Życiorys
Szmidt urodziła się w 1889 w Łodzi jako córka Ryszarda Szmidta. Początkowo kształciła się w Warszawie, a w 1905 rozpoczęła studia w Żeńskim Instytucie Pedagogicznym w Petersburgu. Po ich ukończeniu była nauczycielką fizyki w Żeńskim Gimnazjum Tagancewa w Sankt Petersburgu. Jednocześnie Szmidt należała do grupy fizyków, którzy regularnie organizowali ze sobą spotkania. Wśród nich byli: Paul Ehrenfest, Abram Ioffe i Dmitrij Rożdiestwienski. 
W 1911 wyjechała na półroczne szkolenie, które odbyło się w paryskiej Sorbonie. Dzięki wstawiennictwu fizyka Jana Kazimierza Danysza (Jadwiga nie miała licencjatu) mogła podjąć pracę w laboratorium Marii Skłodowskiej-Curie. Tam współpracowała z Ellen Gleditsch, May Sybil Leslie i Evą Ramstedt. 
Po powrocie do Petersburga Szmidt ponownie pracowała jako nauczycielka fizyki. W tym samym czasie rozpoczęła badania optotechniczne pod kierunkiem profesora Aleksandra Griszuna. W latach 1913–1914 studiowała na Uniwersytecie Manchesterskim, jednocześnie podejmując pracę w laboratorium Ernesta Rutherforda. Prowadziła tam badania nad radioaktywnością i na podstawie tych badań opublikowała dwa artykuły w czasopiśmie Philosophical Magazine. Jej badania obejmowały porównanie promieniowania gamma emitowanego przez różne pierwiastki promieniotwórcze i jego późniejszej absorpcji przez gazy. Podczas pracy w laboratorium uległa poważnemu wypadkowi, który prawie spowodował jej śmierć. Otworzyła ona pojemnik, który prawdopodobnie zawierał dwutlenek siarki. Substancja ta omal nie doprowadziła do uduszenia się badaczki. 
W latach 1915–1916 kontynuowała studia na Petersburskim Uniwersytecie Państwowym. Podczas pierwszej wojny światowej opiekowała się uchodźcami i organizowała dla nich lekcje języka polskiego w szkole. Następnie podjęła pracę w nowo powstałym Petersburskim Uniwersytecie Politechnicznym. W 1918 r. w ramach organizowania tej uczelni powstał Instytut Rentgenowski i Radiologiczny, który został założony przez Joffego i jego współpracowników. Joffe był przez wiele lat kierownikiem tego instytutu, który został przemianowany już po jego śmierci na Instytut Fizyki i Techniki im. Ioffego.  
Jadwiga Szmidt odegrała kluczową rolę w organizacji tej placówki. Organizowała zajęcia studenckie w laboratoriach radiologicznych, nadzorowała wykonywane przez nich eksperymenty i prowadziła zajęcia z zakresu radioaktywności. Jednocześnie interesowała się zagadnieniem promieniowania rentgenowskiego i opracowała filtr monochromatyczny wykorzystywany w metodach obrazowania medycznego, wykorzystujących promieniowanie rentgenowskie. 
W 1923 wyszła za mąż za kolegę i zastępcę dyrektora Instytutu, Aleksandra Czernyszewa, i rozpoczęła wraz z nim pracę w elektrotechnice. Wspólnie zostali prekursorami technologii telewizyjnej i uzyskali patent na oscyloskop. W późniejszym okresie Szmidt przetłumaczyła serię prac naukowych. W 1938 Czernyszew musiał przenieść się do Moskwy. Szmidt została w Leningradzie, a para komunikowała się ze sobą listownie.  
Zmarła w kwietniu 1940 w Leningradzie.